# Ekspedycja 50
Ekspedycja 50 – stała załoga Międzynarodowej Stacji Kosmicznej, która sprawowała swą misję od 30 października 2016 do 10 kwietnia 2017 roku. Ekspedycja 50 rozpoczęła się wraz z odłączeniem od stacji statku Sojuz MS-01 i trwała do odcumowania od ISS statku Sojuz MS-02.

## Załoga
W skład załogi Ekspedycji 50 wchodziło 6 astronautów z trzech państw i agencji kosmicznych. Dowódcą ekspedycji był Amerykanin  Robert Shane Kimbrough, dla którego był to drugi lot w kosmos. Wcześniej uczestniczył on w misji STS-126 wahadłowca Endeavour. Kimbrough przybył na stację na pokładzie Sojuza MS-02 razem z Rosjanami Andriejem Borisienką i Siergiejem Ryżykowem. Dla Borisienki był to również drugi lot kosmiczny. Wcześniej uczestniczył on w misji Sojuz TMA-21 oraz w Ekspedycji 27 i jako dowódca w 28. stałej załodze ISS. Z kolei dla Ryżykowa był to pierwszy lot w kosmos. Kimbrough, Borisienko i Ryżykow przybili na ISS 21 listopada i weszli w skład Ekspedycji 49. Gdy 30 października 2016 roku Sojuz MS-01 odłączył się od stacji, zostali oni członkami Ekspedycji 50 i do 19 listopada 2016 roku byli na ISS jedynie w trójkę.

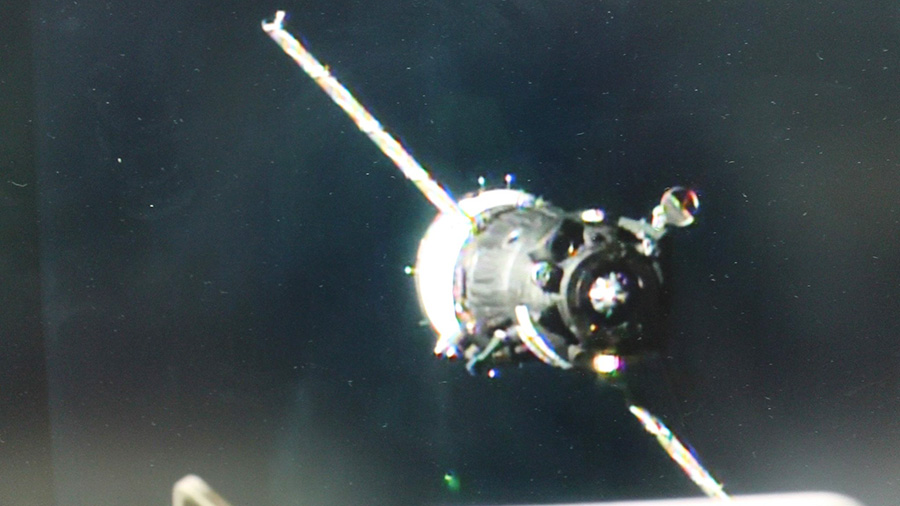
Sojuz MS-03 podczas manewru dokowania do stacji

Skład załogi zwiększył się do 6 osób wraz z przybyciem na stację Sojuza MS-03, na pokładzie którego znaleźli się: Oleg Nowicki, Thomas Pesquet i Peggy Whitson. Dla Rosjanina Nowickiego był to drugi lot kosmiczny, gdyż wcześniej uczestniczył w misji Sojuz TMA-06M oraz 33. i 34. stałej załodze ISS. Astronauta Europejskiej Agencji Kosmicznej Francuz Thomas Pesquet odbył swój pierwszy lot kosmiczny. Natomiast Amerykanka Peggy Whitson po raz trzeci znalazła się w kosmosie. Wcześniej uczestniczyła ona w misjach wahadłowca Endeavour STS-111 i STS-113 oraz misji Sojuz TMA-11, a także w Ekspedycjach 5 i 16 (jako dowódca).

### Załoga rezerwowa
Załogę rezerwową stanowiły odpowiednie załogi rezerwowe Sojuza MS-02 i MS-03. Jako dublerzy pierwszej trójki załogi mianowani zostali:
- Aleksandr Misurkin, Roskosmos – wcześniej odbył jeden lot kosmiczny[8],
- Nikołaj Tichonow, Roskomos – wcześniej nie odbył żadnego lotu kosmicznego[9],
- Mark Vande Hei, NASA – wcześniej nie odbył żadnego lotu kosmicznego[10].

Powyższa trójka astronautów stanowi jednocześnie podstawowy skład załogi Sojuza MS-04 oraz Ekspedycji 51 i 52.
Rezerwową załogę drugiej trójki Ekspedycji 50 stanowili:
- Fiodor Jurczichin, Roskosmos – wcześniej odbył cztery loty kosmiczne[15],
- Jack Fischer, NASA – wcześniej nie odbył żadnego lotu kosmicznego[16],
- Paolo Nespoli, ESA – wcześniej odbył dwa loty kosmiczne[17].

Powyższa trójka astronautów stanowi jednocześnie podstawowy skład załogi Sojuza MS-05 oraz Ekspedycji 52 i 53.

### Skład załogi
| Funkcja              | Pierwsza część (30.10-19.11.2016)             | Druga część (19.11.2016-10.04.2017)           | Pojazd kosmiczny, port dokujący | Start, dokowanie do ISS                                        | odłączenie od ISS, lądowanie                           | Czas misji na ISS | Uwagi                                                   |
| -------------------- | --------------------------------------------- | --------------------------------------------- | ------------------------------- | -------------------------------------------------------------- | ------------------------------------------------------ | ----------------- | ------------------------------------------------------- |
| Dowódca              | Robert Shane Kimbrough, NASA 2. lot w kosmos  | Robert Shane Kimbrough, NASA 2. lot w kosmos  | Sojuz MS-02, Poisk              | 19 października 2016 08:05 UTC, 21 października 2016 09:52 UTC | 10 kwietnia 2017 07:57 UTC, 10 kwietnia 2017 11:21 UTC | 170 d 22 h 6 min  | Od 21 do 30 października 2016 w składzie Ekspedycji 49. |
| Inżynier pokładowy 1 | Andriej Borisienko, Roskosmos 2. lot w kosmos | Andriej Borisienko, Roskosmos 2. lot w kosmos | Sojuz MS-02, Poisk              | 19 października 2016 08:05 UTC, 21 października 2016 09:52 UTC | 10 kwietnia 2017 07:57 UTC, 10 kwietnia 2017 11:21 UTC | 170 d 22 h 6 min  | Od 21 do 30 października 2016 w składzie Ekspedycji 49. |
| Inżynier pokładowy 2 | Siergiej Ryżykow, Roskosmos 1. lot w kosmos   | Siergiej Ryżykow, Roskosmos 1. lot w kosmos   | Sojuz MS-02, Poisk              | 19 października 2016 08:05 UTC, 21 października 2016 09:52 UTC | 10 kwietnia 2017 07:57 UTC, 10 kwietnia 2017 11:21 UTC | 170 d 22 h 6 min  | Od 21 do 30 października 2016 w składzie Ekspedycji 49. |
| Inżynier pokładowy 3 |                                               | Peggy Whitson, NASA 3. lot w kosmos           | Sojuz MS-03, Rasswiet           | 17 listopada 2016 20:20 UTC, 19 listopada 2016 21:58 UTC       | 2 czerwca 2017 10:50 UTC, 2 czerwca 2017 14:10 UTC     | 194 d 12 h 52 min | Od 10 kwietnia w składzie Ekspedycji 51.                |
| Inżynier pokładowy 4 |                                               | Oleg Nowicki, Roskosmos 2. lot w kosmos       | Sojuz MS-03, Rasswiet           | 17 listopada 2016 20:20 UTC, 19 listopada 2016 21:58 UTC       | 2 czerwca 2017 10:50 UTC, 2 czerwca 2017 14:10 UTC     | 194 d 12 h 52 min | Od 10 kwietnia w składzie Ekspedycji 51.                |
| Inżynier pokładowy 5 |                                               | Thomas Pesquet, ESA 1. lot w kosmos           | Sojuz MS-03, Rasswiet           | 17 listopada 2016 20:20 UTC, 19 listopada 2016 21:58 UTC       | 2 czerwca 2017 10:50 UTC, 2 czerwca 2017 14:10 UTC     | 194 d 12 h 52 min | Od 10 kwietnia w składzie Ekspedycji 51.                |

## Aktywność na stacji

### Przenosiny PMA-3
26 marca 2017 dokonano przenosin adaptera cumowniczego Pressurized Mating Adapter-3. W celu wykonania tego zadania 24 marca 2017 roku astronauci Robert Shane Kimbrough i Thomas Pesquet odbyli spacer kosmiczny w czasie którego rozłączyli przewody łączące PMA-3 ze stacją. Dwa dni później przy pomocy mechanicznego ramienia przeniesiono adapter cumowniczy z jego dotychczasowego miejsca na module Tranquility na nowe znajdujące się na module Harmony. PMA-3 został odłączony od Common Berthing Mechanism modułu Node-3 o 18:39 UTC, następnie przeniesiony przez Canadarm-2 w pobliże Node-2. O 21:21 UTC został on ponownie przyłączony do stacji na jednym z CBM modułu Harmony. Aby w pełni połączyć PMA-3 ze stacją 30 marca 2017 roku astronauci Peggy Whitson i Robert Shane Kimbrough wyszli w otwartą przestrzeń kosmiczną w celu podłączenia przewodów, a także zamontowania osłon termicznych w miejscu gdzie do tej pory znajdował się adapter cumowniczy. Przeniesienie PMA-3 związane jest z planowaną instalacją na nim adaptera IDA-3, który będzie wykorzystywany do dokowania statków kosmicznych w ramach Commercial Crew Program.

### Spacery kosmiczne

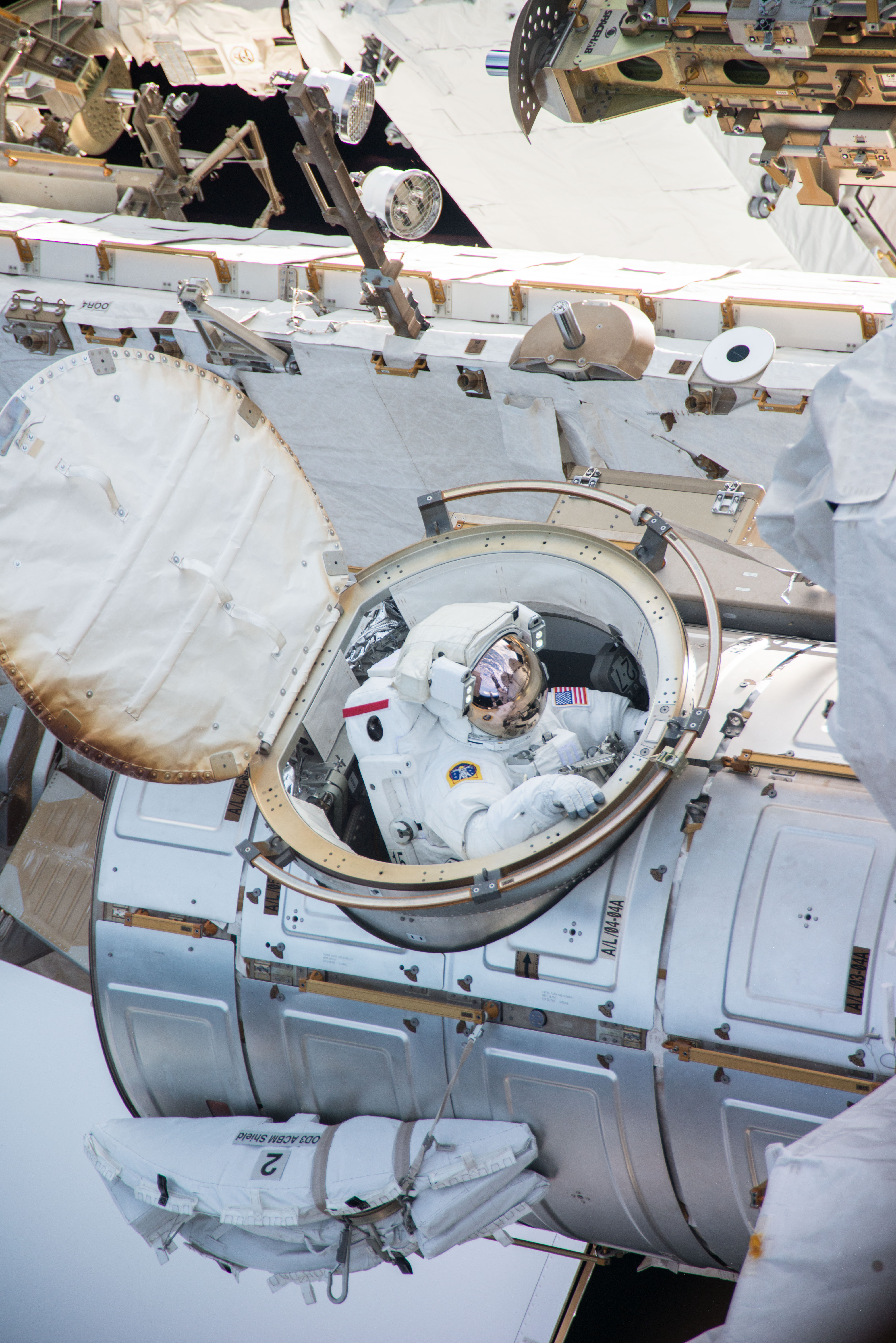
Robert Shane Kimbrough podczas opuszczania śluzy powietrznej Quest

Pierwszy spacer kosmiczny w trakcie Ekspedycji 50 odbył się 6 stycznia 2017 roku. O 11:23 UTC astronauci Peggy Whitson i Robert Shane Kimbrough w skafandrach EMU opuścili wnętrze stacji przez śluzę Quest. W trakcie tej EVA astronauci wymienili na segmencie S4 struktury kratownicowej baterię w jednym z systemów energetycznych stacji. Prace te były wykonywane w ramach projektu wymiany 48 akumulatorów niklowo-wodorkowych na 24 mniejsze, ale bardziej efektywne baterie litowo-jonowe. Dzięki temu ISS będzie miało zapewnione zasilanie dla urządzeń działających na stacji w czasie, gdy znajduje się ona w cieniu Ziemi i ogniwa słoneczne nie wytwarzają energii. Zaplanowane prace przy wymianie baterii zostały zakończone wcześniej niż planowano i dlatego zlecono astronautom dodatkowe zadania. Robert Kimbrough wykonał dokumentację fotograficzną jednego z eksperymentów znajdujących się na zewnątrz stacji, a Peggy Whitson umieściła na śluzie Quest panele ochronne przed mikrometeorytami, które w czasie późniejszych spacerów kosmicznych zostaną zamontowane na przewidzianych do tego miejscach. Astronauci zdemontowali również jeden zepsuty reflektor na zewnątrz ISS, który w późniejszym czasie ma zostać zastąpiony nowym egzemplarzem. Spacer kosmiczny zakończył się o 17:55 UTC po 6 godzinach i 32 minutach.

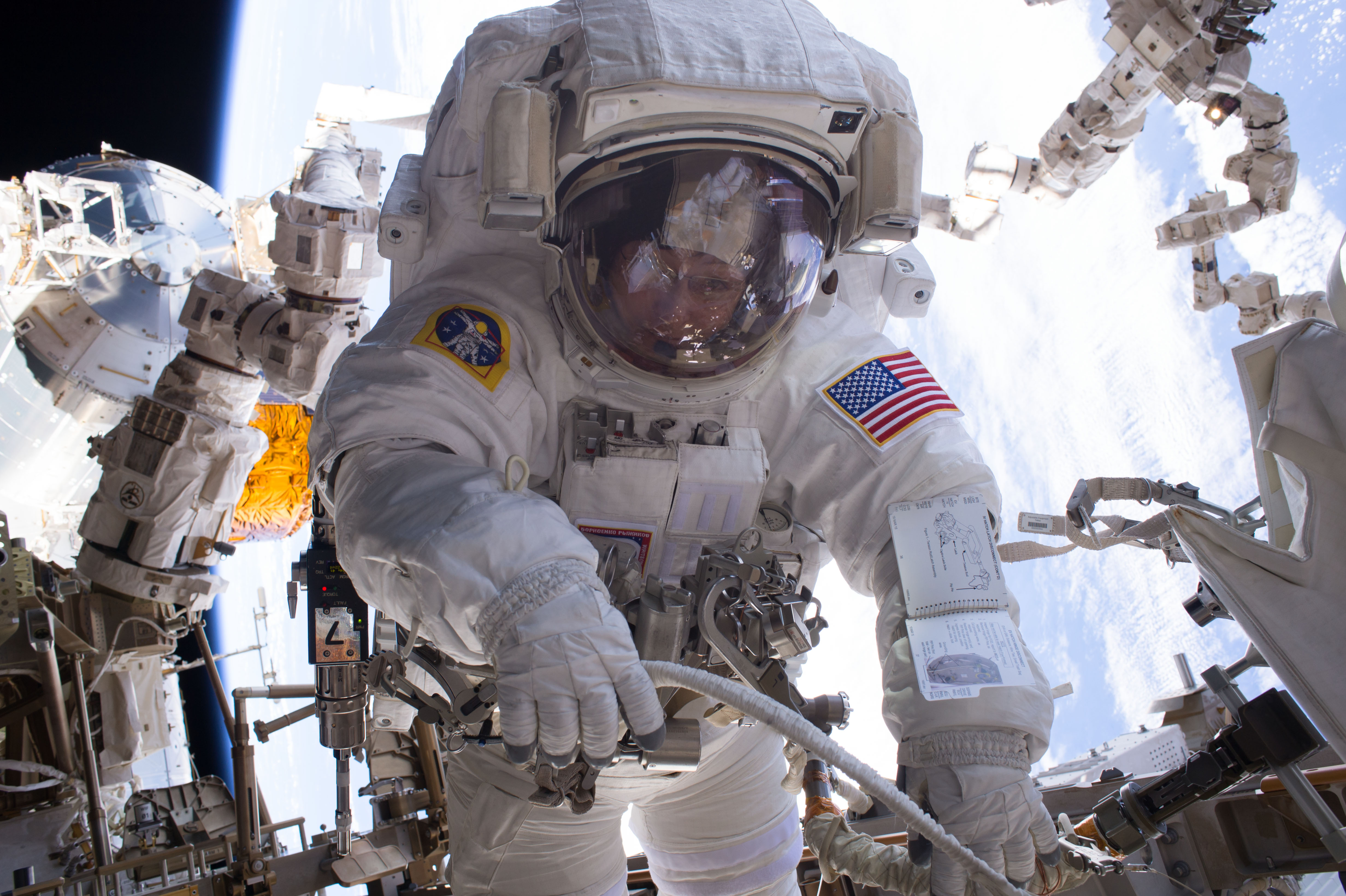
Peggy Whitson podczas spaceru kosmicznego

Drugi spacer kosmiczny miał miejsce 13 stycznia 2017 roku. Robert Shane Kimbrough i Thomas Pesquet w skafandrach EMU wyszli ze śluzy Quest o 11:22 UTC. Ich głównym zadaniem było dokończenie prac przy wymianie baterii, które zostały przeprowadzone w czasie poprzedniej EVA. Oprócz tego astronauci wykonali kilka prac dodatkowych na zewnątrz stacji. Spacer kosmiczny zakończył się o 17:20 UTC po 5 godzinach i 58 minutach.

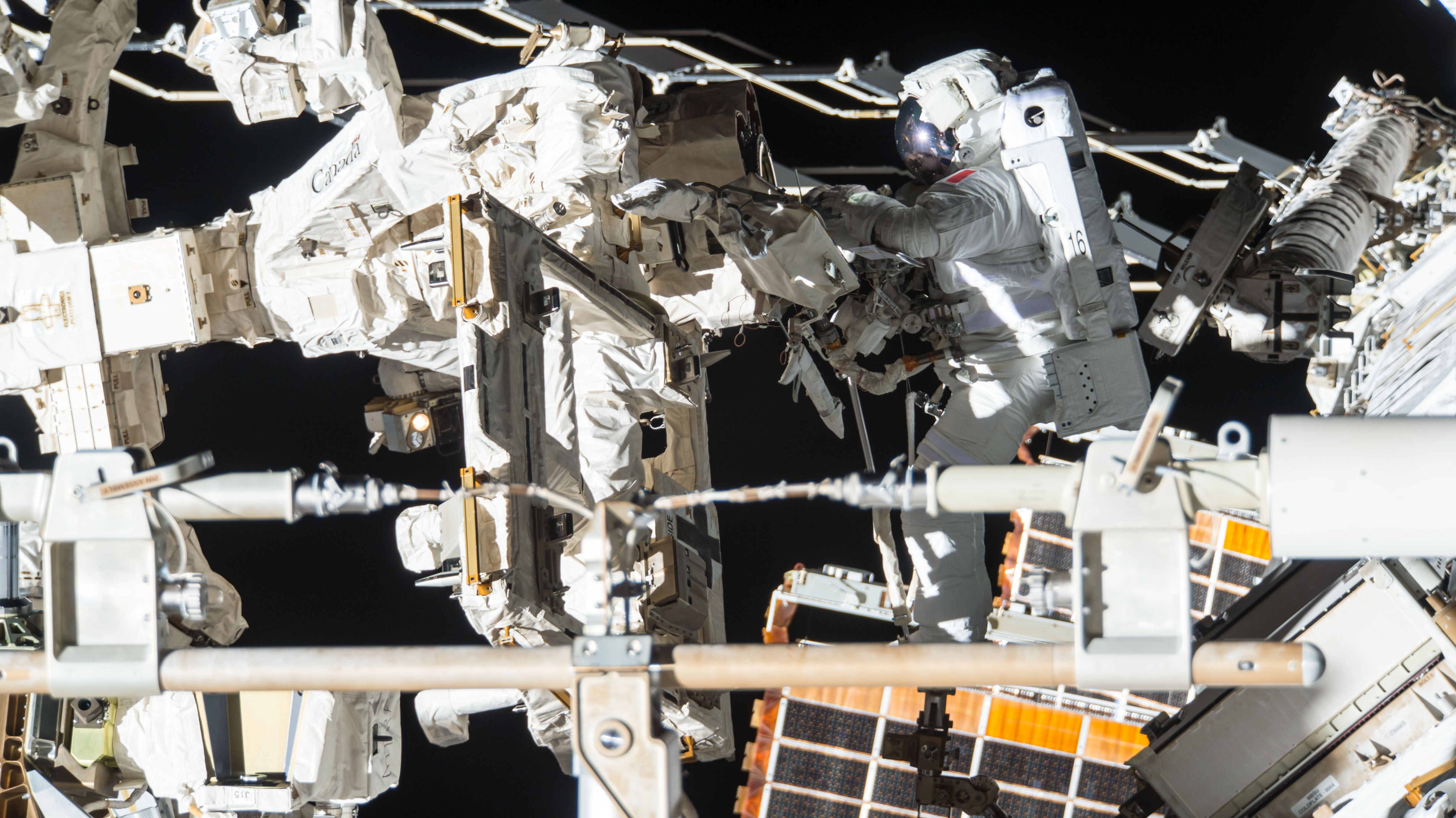
Thomas Pesquet podczas serwisowania chwytaka Dextre

W trzecim wyjściu w otwartą przestrzeń kosmiczną ponownie uczestniczyli astronauci Kimbrough i Pesquet. 24 marca 2017 roku o 11:24 UTC wyszli oni ze śluzy Quest, a ich głównym zadaniem było rozłączenie przewodów na PMA-3 aby przygotować go do przeniesienia na inną część stacji. Dodatkowo zajęli się oni również nasmarowaniem końcówki chwytaka Dextre mechanicznego ramienia, wyminą kamery na zewnątrz modułu Kibō, a także dokonali inspekcji radiatorów. Spacer kosmiczny zakończył się o 17:58 UTC po 6 godzinach i 34 minutach.
Ostatni spacer kosmiczny Ekspedycji 50 rozpoczął się 30 marca 2017 roku o 11:29 UTC i po raz drugi odbył się on w składzie Whitson i Kimbrough. Podstawowym celem tego wyjścia było podłączenie okablowania na PMA-3 po tym jak moduł ten został przeniesiony na nowe miejsce na ISS. Następnie astronauci zajęli się instalacją osłon termicznych na module Tranquility, gdzie wcześniej znajdował się PMA-3. Podczas tej operacji jedna z osłon została nieumyślnie stracona, jednak to zdarzenie nie spowodowało zagrożenia dla astronautów i stacji. Mimo tej straty udało się z powodzeniem zakończyć instalację osłon na Common Berthing Mechanism modułu Tranquility. Ten spacer kosmiczny zakończył się o 18:33 UTC po 7 godzinach i 4 minutach. Peggy Whitson została tym samym kobietą, która spędziła najwięcej czasu w otwartej przestrzeni kosmicznej poprawiając dotychczasowy rekord Sunity Williams na 60 godzin i 21 minut w 10 EVA.

#### Lista spacerów kosmicznych podczas Ekspedycji 50
| Lp. | Data             | Astronauci                   | Śluza powietrzna, skafandry | Początek  | Koniec    | Czas trwania | Cele |
| --- | ---------------- | ---------------------------- | --------------------------- | --------- | --------- | ------------ | --- |
| 1   | 6 stycznia 2017  | Peggy Whitson, NASA          | Quest, EMU                  | 11:23 UTC | 17:55 UTC | 6 h, 32 min  | wymiana akumulatora na ITS, dokumentacja fotograficzną, instalacja paneli ochronnych przed mikrometeorytami, demontaż zepsutego reflektora na zewnątrz ISS. |
| 1   | 6 stycznia 2017  | Robert Shane Kimbrough, NASA | Quest, EMU                  | 11:23 UTC | 17:55 UTC | 6 h, 32 min  | wymiana akumulatora na ITS, dokumentacja fotograficzną, instalacja paneli ochronnych przed mikrometeorytami, demontaż zepsutego reflektora na zewnątrz ISS. |
| 2   | 13 stycznia 2017 | Robert Shane Kimbrough, NASA | Quest, EMU                  | 11:22 UTC | 17:20 UTC | 5 h, 58 min  | dokończenie prac przy wymianie baterii na ITS, wykonanie dodatkowych mniejszych prac na zewnątrz stacji.                                                    |
| 2   | 13 stycznia 2017 | Thomas Pesquet, ESA          | Quest, EMU                  | 11:22 UTC | 17:20 UTC | 5 h, 58 min  | dokończenie prac przy wymianie baterii na ITS, wykonanie dodatkowych mniejszych prac na zewnątrz stacji.                                                    |
| 3   | 24 marca 2017    | Robert Shane Kimbrough, NASA | Quest, EMU                  | 11:24 UTC | 17:58 UTC | 6 h, 34 min  | rozłączenie przewodów na PMA-3, nasmarowanie końcówki chwytaka Dextre, wymina kamery na zewnątrz modułu Kibō, inspekcja radiatorów.                         |
| 3   | 24 marca 2017    | Thomas Pesquet, ESA          | Quest, EMU                  | 11:24 UTC | 17:58 UTC | 6 h, 34 min  | rozłączenie przewodów na PMA-3, nasmarowanie końcówki chwytaka Dextre, wymina kamery na zewnątrz modułu Kibō, inspekcja radiatorów.                         |
| 4   | 30 marca 2017    | Robert Shane Kimbrough, NASA | Quest, EMU                  | 12:29 UTC | 19:33 UTC | 7 h, 4 min   | podłączenie okablowania na PMA-3 po jego przeniesieniu, instalacja osłon termicznych na Common Berthing Mechanism modułu Tranquility.                       |
| 4   | 30 marca 2017    | Peggy Whitson, NASA          | Quest, EMU                  | 12:29 UTC | 19:33 UTC | 7 h, 4 min   | podłączenie okablowania na PMA-3 po jego przeniesieniu, instalacja osłon termicznych na Common Berthing Mechanism modułu Tranquility.                       |

## Galeria

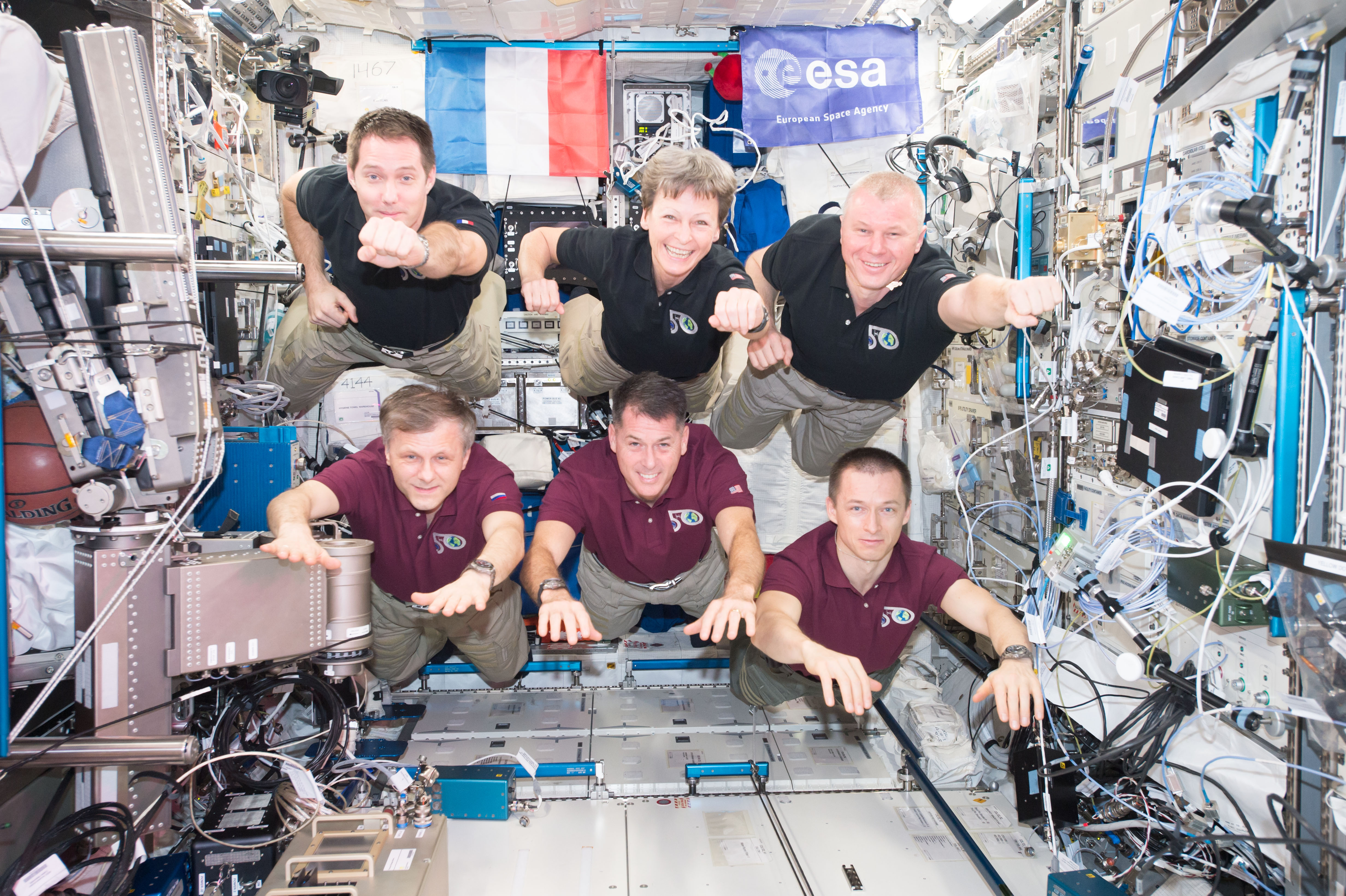
Załoga Ekspedycji 50 w module Columbus
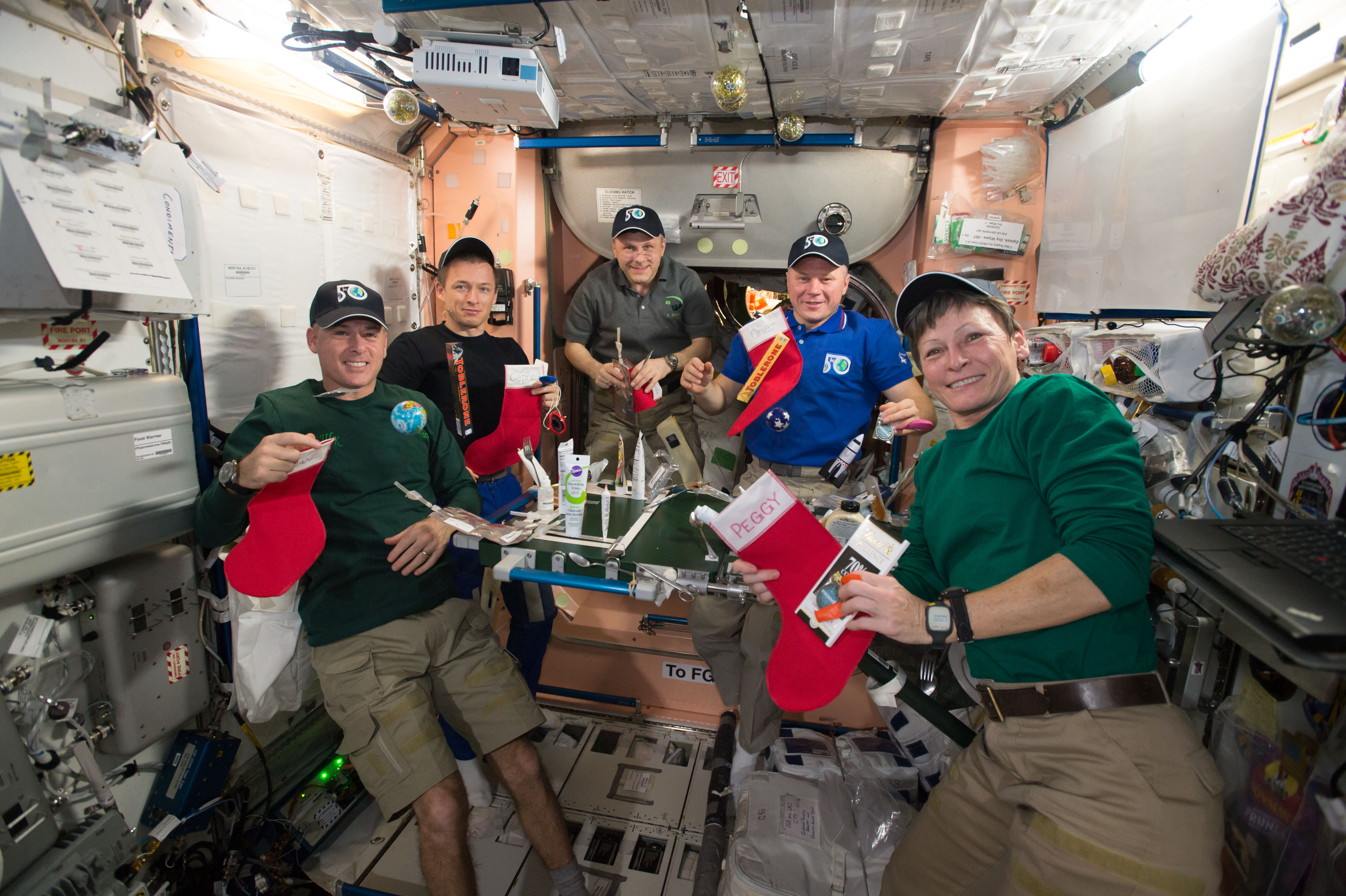
Astronauci świętują Boże Narodzenie w module Unity
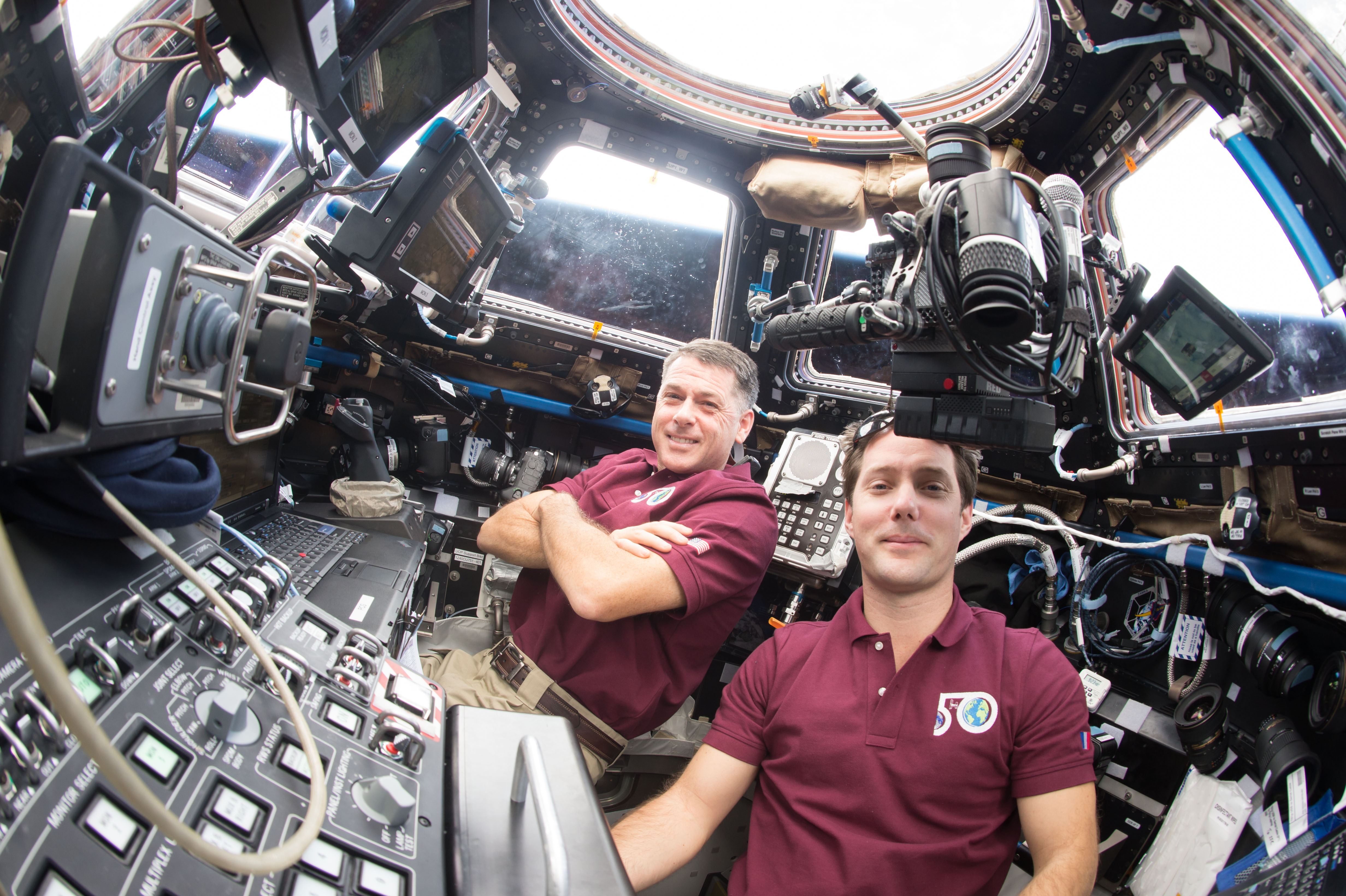
Thomas Pesquet i Robert Shane Kimbrough w module Cupola
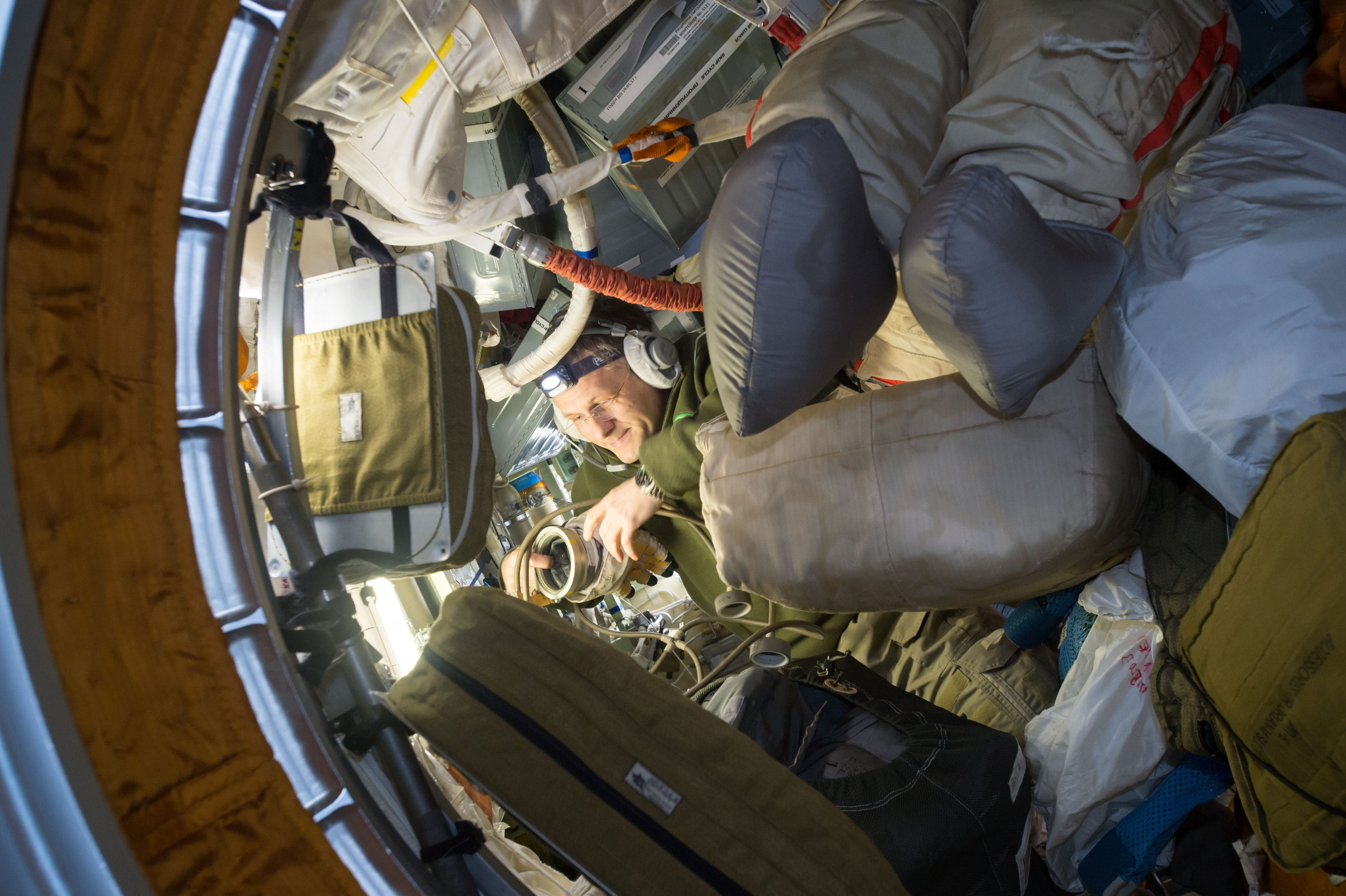
Andriej Borisienko podczas pracy w rosyjskim segmencie ISS
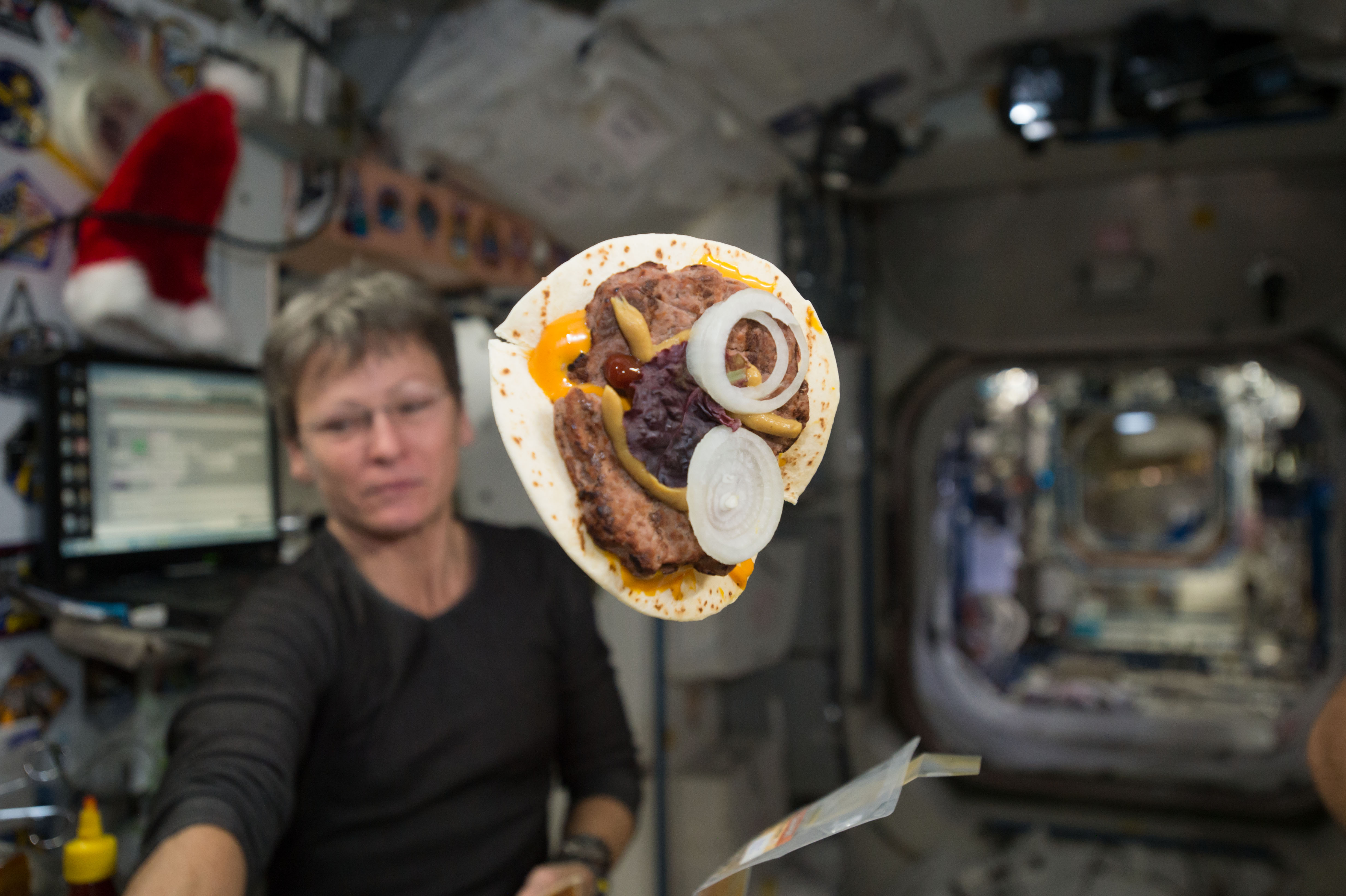
Peggy Whitson i przygotowany przez nią posiłek
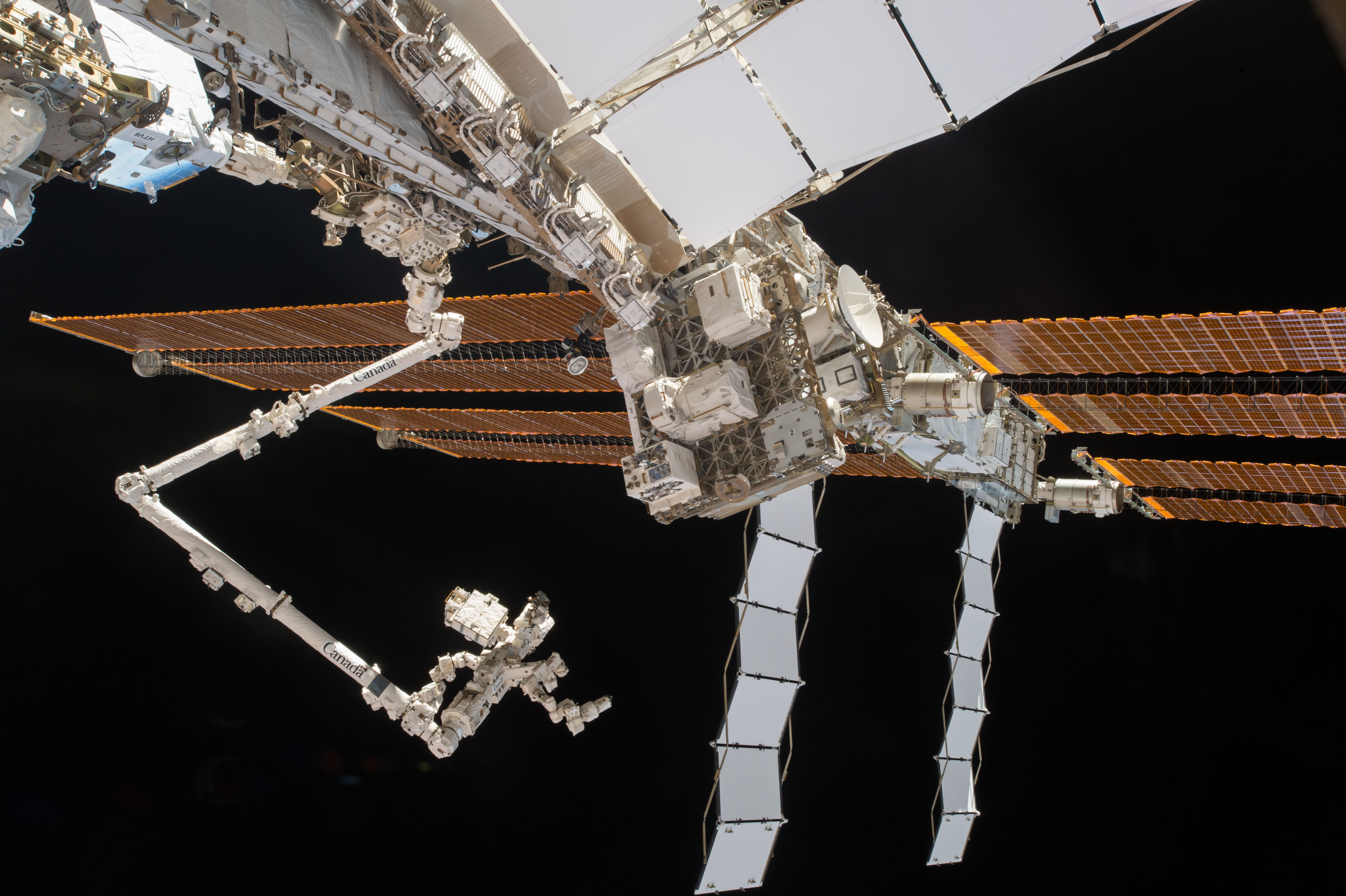
Canadarm2 z chwytakiem Dextre